# 塔爾-蘇瑞安
塔爾-蘇瑞安（Tar-Súrion），是英國作家約翰·羅納德·瑞爾·托爾金（J.R.R. Tolkien）的史詩式奇幻小說《未完成的故事》中的虛構人物。
他是努曼諾爾帝國（Númenor）第九任皇帝。

## 名字
蘇瑞安（Súrion）的名字來自昆雅語，意思是「風之子」Wind-son。「塔爾」（Tar）是努曼諾爾皇帝加在自己封號前的前綴，有着「高的、高貴的」的意思。
他的阿督納克語（Adûnaic）本名並沒有在任何作品中出現過。

## 總覽
塔爾-蘇瑞安是努曼諾爾人（Númenórean），是皇帝塔爾-安那瑞安（Tar-Anárion）的第三名子女和繼承人。他有兩位姐姐，全部名字不詳。蘇瑞安有兩名子女，泰爾匹瑞安（Telperiën）和伊西莫（Isilmo）。
蘇瑞安是第九任努曼諾爾皇帝。本來他不會繼承皇位，但因為他的兩名姐姐厭惡祖母塔爾-安卡林（Tar-Ancalimë）的關係，所以拒絕繼位，讓蘇瑞安成為了皇儲。在他治下努曼諾爾繼續享受長期昇平穩定。他從父親繼承了寶劍阿蘭路斯（Aranrúth），這把劍只傳承於歷代皇帝之間，是努曼諾爾皇帝的權力象徵。
他生於第二紀元1174年，在1574年去世，享年400歲。

## 生平
蘇瑞安生於第二紀元1174年的努曼諾爾島上。1394年，他的父親塔爾-安那瑞安退位，蘇瑞安繼位為帝。他後期統治時間裡，伊瑞詹（Eregion）的精靈凱勒布理鵬（Celebrimbor）鑄造了十九枚力量之戒（Rings of Power）。
第二紀元1556年，塔爾-蘇瑞安自願退位給他的長女泰爾匹瑞安，結束了162年的統治，八年後逝世。

## 資料來源
1. 1 2 3 4 5 6 7  《未完成的故事》 1998年 HarperCollins出版 "The Line of Elros" P.284
2. 1 2  《未完成的故事》 "A Description of Númenor" P.221
3. ↑  《未完成的故事》 "Aldarion and Erendis" P.273

| 前任： 塔爾-安那瑞安 | 努曼諾爾帝國皇帝 | 繼任： 塔爾-泰爾匹瑞安 （女皇） |